# Farm to fork
Farm to fork (Nederlandse versie: "van boer tot bord" is een strategisch actieplan binnen de Europese Green Deal voor het bereiken van klimaatneutraliteit in 2050. Daartoe wil de EU het voedselsysteem omvormen tot een duurzaam model. De term verwijst naar een analyse ten aanzien van bepaalde effecten - meestal milieueffecten, maar ook analyses ten aanzien van HACCP worden toegepast - gedurende de productie, verwerking en transport van een landbouwproduct tot het in handen van de consument is. De analyse volgt een vergelijkbare logica als in bijvoorbeeld cradle to cradle- en levenscyclusanalyses.

## Geschiedenis
In mei 2020 presenteerde de Commissie haar "van boer tot bord"-strategie. Deze strategie omvat ook een aantal wetgevings- en niet-wetgevingsvoorstellen van de Commissie.

## Farm-to-table
De term wordt ook gebruikt door een internationale beweging die streeft naar het in zo min mogelijk tussenstappen op de tafel van de consument te krijgen van boerderijproducten. Het doel is hierbij een product aan te bieden dat puur en smaakvol is, en daarbij zo min mogelijk milieueffecten als gevolg van, bijvoorbeeld, extra verwerkingen en transport te veroorzaken.